# 공회당
공회당(共會堂)은 집회나 공공의 회의, 토론 등을 목적으로 건립된 공공시설이다. 최근에는 다목적 홀의 용도로 사용되고 있다.